# Parroquia Matriz de San Agustín (Las Palmas de Gran Canaria)
La parroquia matriz de san Agustín de Hipona y santuario de santa Rita de Cassia es la parroquia matriz de la ciudad de Las Palmas de Gran Canaria y de la isla de Gran Canaria (Islas Canarias, España). Se encuentra situada en el casco histórico del barrio de Vegueta.

## Historia
La parroquia tiene su origen en la primitiva ermita de la Vera Cruz, construida en 1524 por mandato del ayuntamiento capitalino como promesa de acción de gracias por el cese de una epidemia que azotó la urbe en el siglo XVI. Se dice de aquel hecho que "Dios castigaba a la Isla por la conducta licenciosa que aquellas mujeres y quienes las visitaban observaban públicamente". De manera que, una vez acabada la epidemia, se arrasó con aquellas casas de mancebía, de cuyas rentas disfrutaba el cabildo de la isla, para construir en aquel solar el edificio religioso.
Esta ermita fue dedicada al Cristo de la Vera Cruz (patrono del ayuntamiento de la ciudad). Originalmente era una imagen hecha con pasta de maíz y fue traída desde México. Se deterioró tanto que hubo de ser repuesta. La actual es de madera y fue tallada por escultor grancanario José Luján Pérez, debido a que la antigua se deterioró de tal manera que fue necesario sustituirla.
En el siglo XVIII, el edificio religioso se encontraba en un estado ruinoso. Hubo de ser sustituido por una nueva iglesia en 1664. A su vera empezó, entonces, a construirse el convento de la Orden de San Agustín que siguió en funcionamiento hasta 1814. Desde 1865 este edificio anexo pasó a ser el Palacio de Justicia de la ciudad, compartiendo hasta no hace tanto la torre campanario del convento con la Iglesia de San Agustín.
La fisionomía actual del templo se debe a la reconstrucción obrada a partir de 1786. La primera piedra fue colocada el 6 de julio de aquel mismo año, estando presentes el obispo D. Antonio de la Plaza y el Cabildo Catedral, asistiendo a la ceremonia también el arquitecto y clérigo tinerfeño Diego Nicolás Eduardo. Dos años más tarde, en 1788, se comenzaba a levantar su sobria fachada neoclásica. En 1814 pasa a ser la parroquia del Sagrario de la Catedral de Canarias, creándose como parroquia matriz de la ciudad y de la isla el 15 de septiembre de1852.
El interior de la iglesia actual no se entenderían sin comprender las dos reformas que fueron ejecutadas a principios y a finales del siglo XX. En la última, se rescató la centenaria idea de crear una capilla en el lado sur de la nave central, proyectándose a modo de capilla relicario del Cristo de la Vera Cruz y otorgándole de nuevo un protagonismo perdido a la talla de Luján Pérez. 
Además, se intervino en unas 14 losas sepulcrales que se encontraron en el interior de la iglesia. De entre 1701 a 1737 están datadas 10 de las que aún permanecen en ella, las otras 2 son de finales del siglo XVIII. Las restantes se encuentran en el Museo Canario. Entre ellas, la más curiosa parece indicar que pertenecía a una cuarta nieta de "Fernando Guanarteme, Rey de Galdar". La transcripción es la siguiente:

"AÑO 1701 RE H. I. C.

LA S.D.M. VETANCVRT Y CABRE
QVARTA NIETA DE D. FER. GVANARTEME
REI DE GALD. MUG.
DEL COM.° G. DE C
AV. DE GR. DE O

PR DE SHO FRCH PERPE"
Rafael Rodríguez

En la actualidad la iglesia se encuentra unida físicamente al palacio de justicia de la ciudad por la torre del campanario (que pertenece al ayuntamiento).

## Imágenes religiosas
Entre las imágenes que atesora la parroquia destacan las de San Agustín de Hipona titular de la misma, Santa Mónica, San Juan Evangelista, Nuestra Señora del Carmen, San José y el citado Cristo de la Vera Cruz, todas obras del escultor Luján Pérez. 

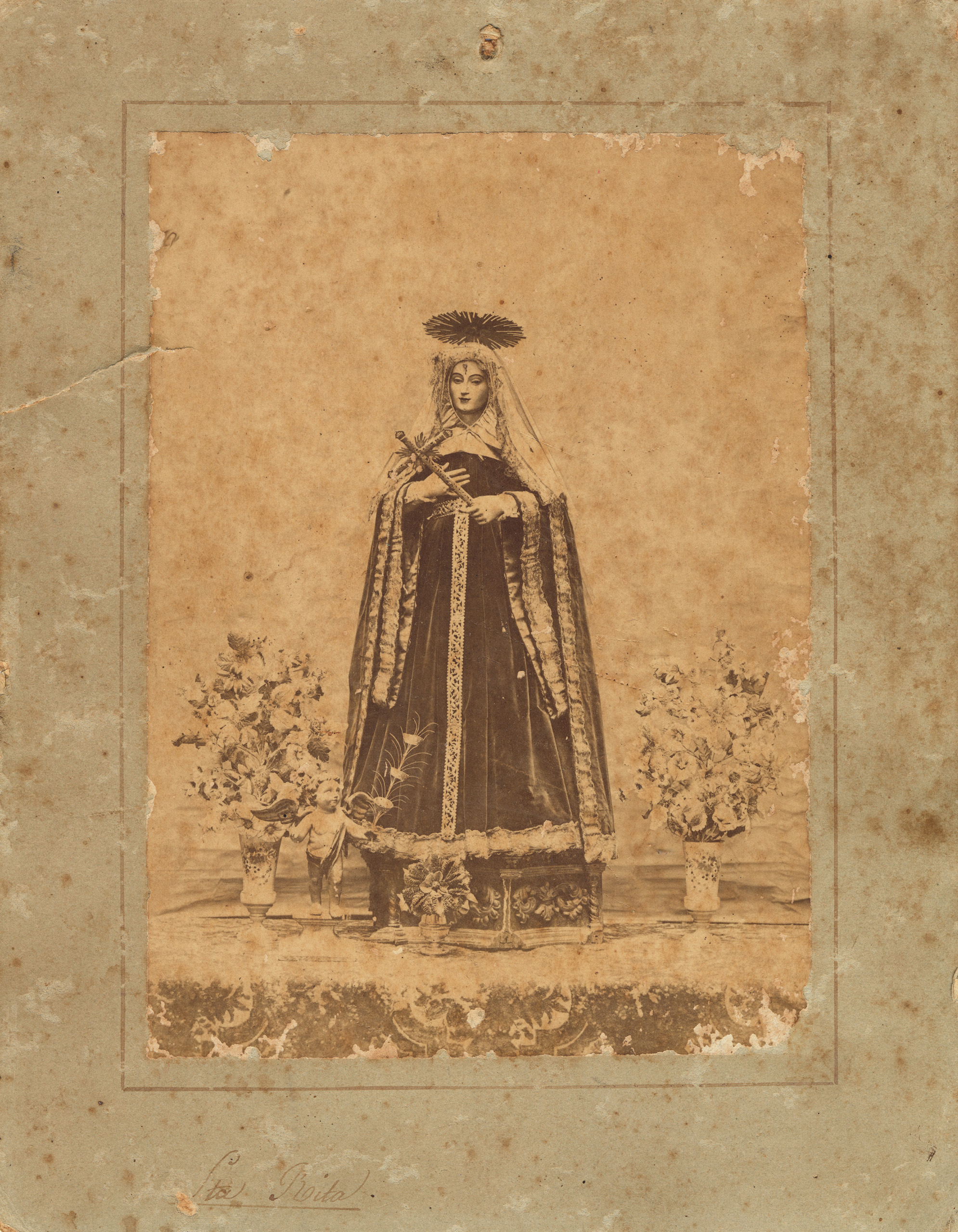
Fotografía de 1890 de Santa Rita

Además de la Virgen de los Dolores conocida popularmente como "La Genovesa" por su procedencia de Génova en Italia, de autor desconocido.
En el lado del Evangelio se encuentra, en un nicho, la pequeña imagen de Santa Rita de Casia. Es una de las imágenes que mayor culto y veneración actualmente acogen en la ciudad de Las Palmas de Gran Canaria. Se tiene constancia de su presencia en el templo desde 1866, cuando se comienza a constatar en el Libro de Fábrica. En 1873, el párroco de San Agustín, D. Juan Guerra Herrera, solicitó al Provincial de los Agustinos en Sevilla la autorización para bendecir los hábitos y escapularios dedicados a Santa Rita. En su petición, destacaba que en la ciudad de Las Palmas, el culto a la santa solo se mantenía en su parroquia. El 20 de mayo de ese mismo año, el Padre Provincial, Fray Miguel Riera, le concedió la licencia solicitada.
También de gran belleza es el Crucificado del Altar Mayor, obra de Rafael Bello O’Shanahan.
Junto al retablo de la Virgen de los Dolores hay un gran lienzo al óleo del Cristo de La Laguna, obra de Enrique Sánchez, del año 1957.

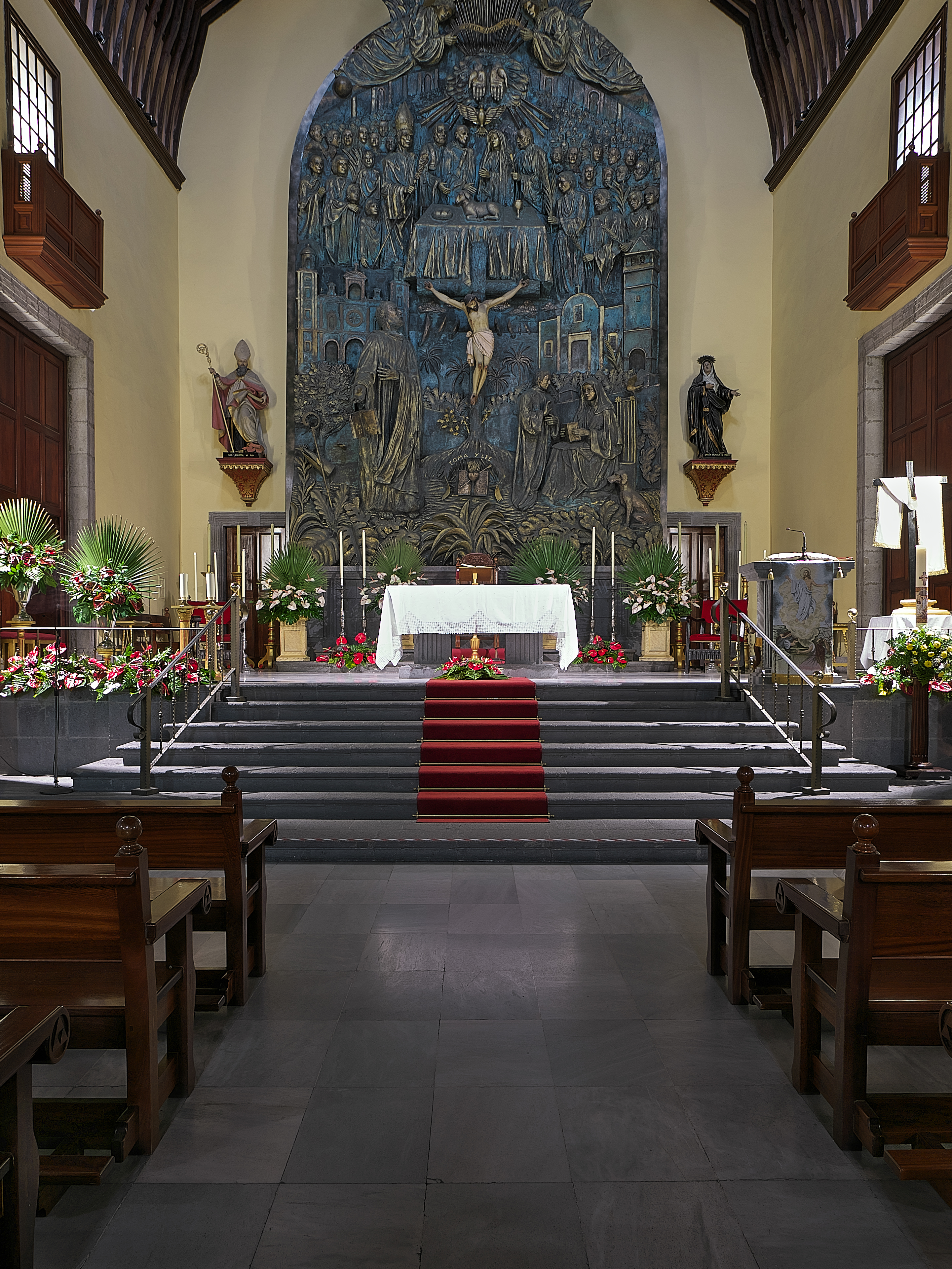
Altar mayor, obra de Luis Arencibia Betancort

El actual retablo del Altar Mayor fue diseñado y realizado por el escultor grancanario Luis Arencibia Betancort, quien se basó en los elementos teológicos, litúrgicos, históricos y catequéticos proporcionados por el Párroco Diego Monzón Melián.
La obra, un altorrelieve fundido en bronce, se elaboró en el taller "Wenceslaoarte, S.L." de Toledo. Con unas dimensiones de 9 metros de altura por 6 metros de ancho, su peso total alcanza las 10 toneladas, a las que se suman los 6.500 kilos de la estructura metálica que lo sostiene.
El retablo fue transportado a Gran Canaria en 52 piezas principales, más 15 fragmentos pequeños. La empresa "Funcho Esculturas" de Las Palmas se encargó de ensamblar las piezas, soldándolas entre sí. Posteriormente, la obra se cortó en tres grandes paneles de 6 metros de ancho por 3 metros de alto para su traslado a la Iglesia de San Agustín. La instalación final se llevó a cabo en marzo de 2005 por parte de la misma empresa.

## Galería fotográfica

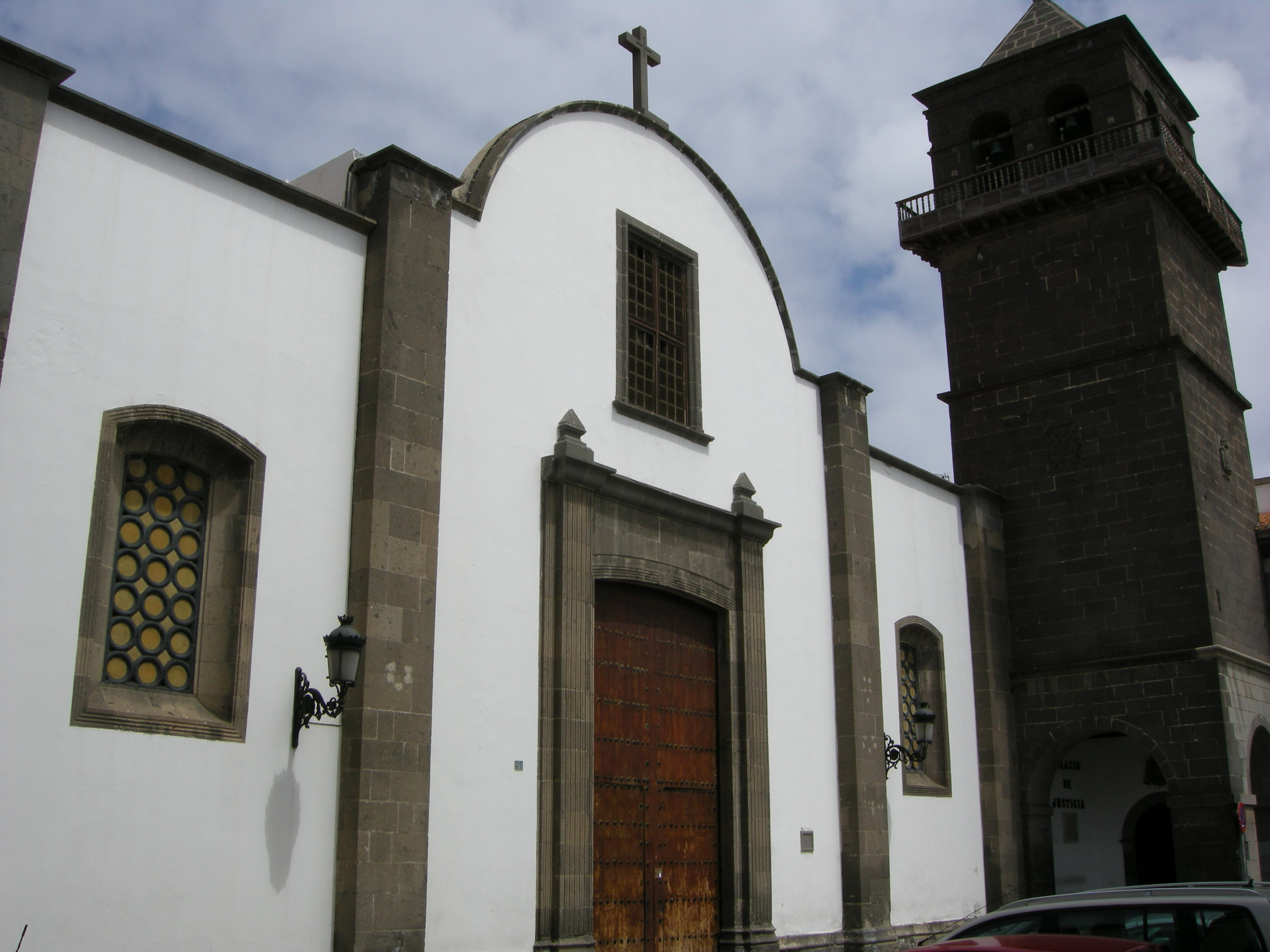
Fachada de la iglesia y campanario.
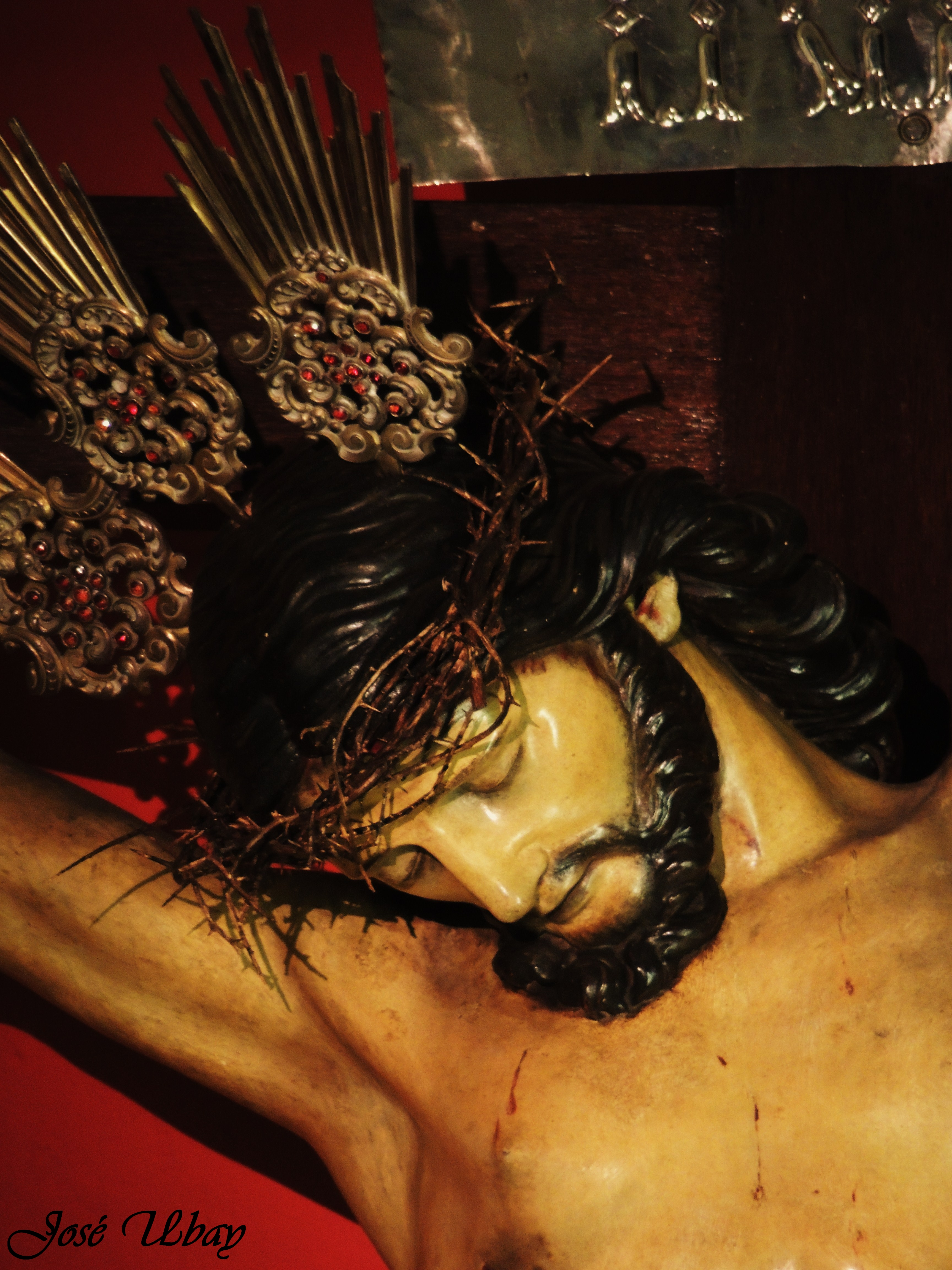
Imagen del Santísimo Cristo de la Vera Cruz (Patrono del ayuntamiento de la ciudad), que se encuentra en este templo.
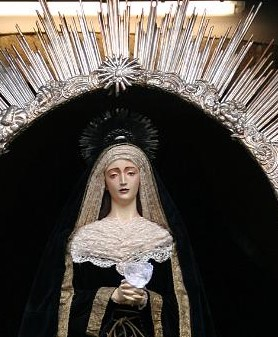
Virgen de los Dolores, conocida popularmente como "La Genovesa".
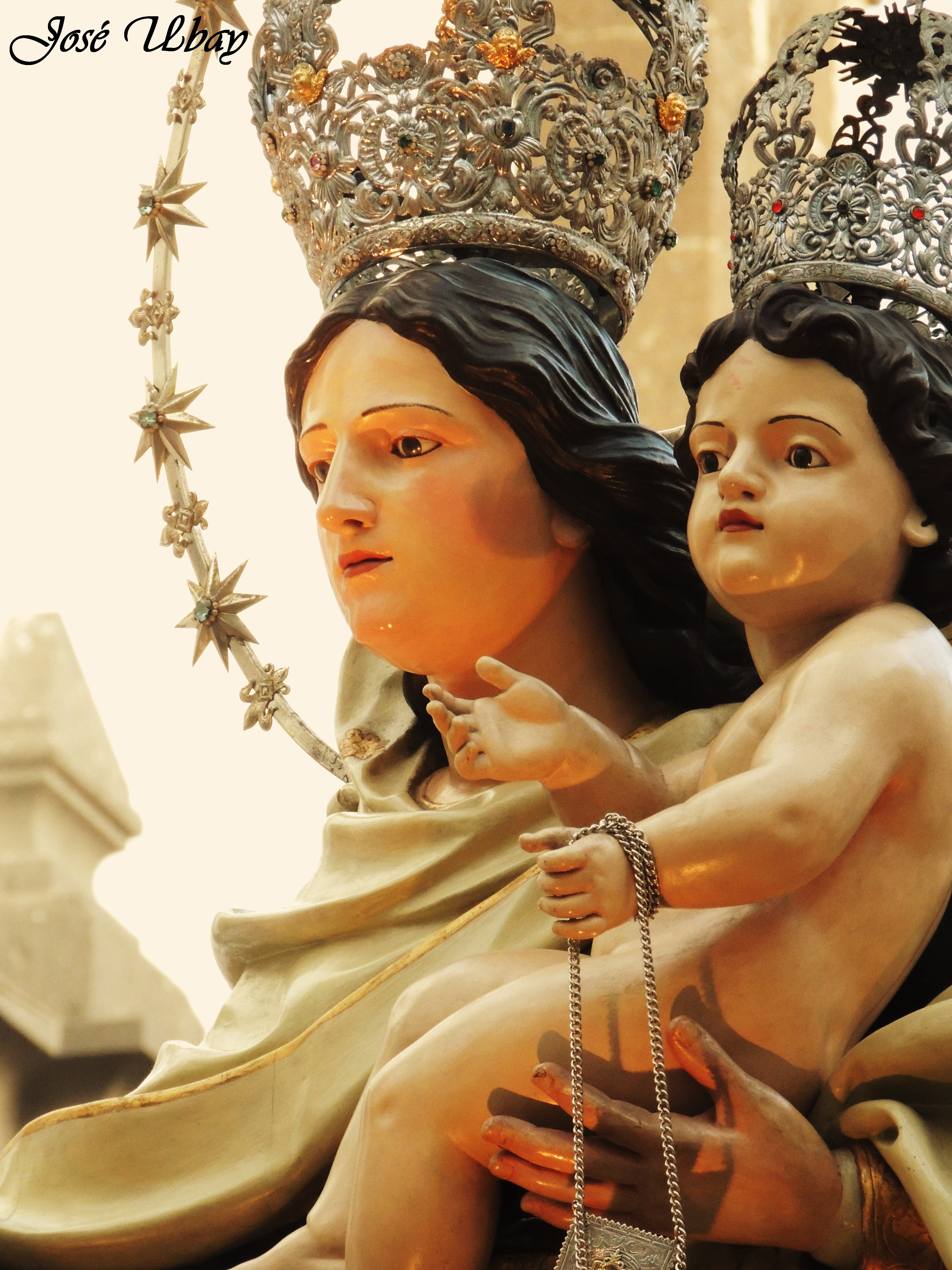
Nuestra Señora del Carmen, de gran devoción en Vegueta.